# Ole Alsen
Ole Colin Alsen (* 24. Februar 1988) ist ein ehemaliger deutscher Basketballspieler.

## Werdegang
Alsen trat mit dem MTV Itzehoe ab 2006 in der 1. Regionalliga an, 2009 wechselte der 2,04 Meter messende Innenspieler innerhalb der Spielklasse von Itzehoe zur BG Magdeburg (später BBC Magdeburg). 2011 verließ Alsen Magdeburg und schloss sich den BG Aschersleben Tigers (ebenfalls 1. Regionalliga) an, für die er während der Saison 2011/12 spielte. Im Spieljahr 2012/13 stand Alsen im Aufgebot des MTV 1881 Ingolstadt und gewann mit der Mannschaft den Meistertitel in der Bayernliga Mitte. Alsen war an dem Erfolg mit 18,5 Punkten je Begegnung (elf Einsätze) beteiligt.
Im Spieljahr 2013/14 wurde Alsen als Mitglied des BBC Magdeburg in drei Partien der 2. Bundesliga ProA zum Einsatz gebracht, während er meist für Magdeburgs zweite Mannschaft in der 1. Regionalliga spielte.
2014/15 verstärkte er wieder die BG Aschersleben Tigers in der 1. Regionalliga. Von 2015 bis 2017 spielte er für die Regensburg Baskets, unterbrochen von vier Einsätzen für die SBB Baskets Wolmirstedt (2. Regionalliga) während des Spieljahres 2015/16. In der Saison 2017/18 spielte er beim TSV Wolnzach und 2018/19 bei den Fibalon Baskets Neumarkt. Mit Regensburg, Wolnzach und Neumarkt trat er in der 2. Regionalliga an. In der Sommerpause 2019 wurde Alsen von den SBB Baskets Wolmirstedt (1. Regionalliga) als Neuzugang verkündet, bestritt nur zwei Spiele für Wolmirstedt und verstärkte in derselben Liga während der Saison 2019/20 dann zeitweilig den BBC Rendsburg. Danach schloss er sich dem Oberligisten TSV Kronshagen an.